# شهرستان خوی
شهرستان خوی بزرگ‌ترین و پرجمعیت‌ترین شهرستان استان آذربایجان غربی بعد از مرکز استان، ارومیه بوده و دومین شهرستان پرجمعیت استان آذربایجان غربی به حساب می‌آید.
جمعیت شهرستان خوی طبق سرشماری سال ۱۳۹۵ برابر با ۳۴۸٬۶۶۴ نفر، که از این تعداد ۱۹۸٬۸۴۵ نفر ساکن شهر خوی هستند.
خوی یکی از قدیمی‌ترین مراکز تمدن در شمال غرب ایران است و بازار تاریخی خوی اوج تمدن شهرنشینی و شهرسازی در دوره اسلامی است. خوی با قدمتی ۷ هزار ساله و قرار گرفتن در مسیر جادهٔ ابریشم دارای تاریخ و تمدن پرفراز و نشیب، شاهد وقایع تاریخی مختلفی بوده است. خوی با این پیشینهٔ تاریخی و فرهنگی، مدفن بسیاری از بزرگان تاریخ ایران زمین می‌باشد. پهلوان نامی ایرانی، پوریایی ولی از پهلوانان این دیار بوده و آرامگاه ایشان نیز در این شهر قرار دارد. آرامگاه شمس تبریزی، شاعر بزرگ و نامی ایران نیز در این شهر واقع شده است. با توجه به مشترکات فرهنگی و وجود آرامگاه شمس تبریزی در خوی به عنوان استاد و مراد مولانا و مقبره مولانا در قونیه ترکیه، این دو شهر خواهر خوانده اعلام شدند. قلعه کوراوغلی در این شهرستان قرار دارد. کوراوغلی قهرمان حماسی مشترک میان بسیاری مردمان ترک از جمله ترکان آذربایجان و ترکیه، ترکمن‌ها، ازبک‌ها و اویغورها است. اشعار و سروده‌های این اسطوره تاریخی در میان اقوام ۱۶ کشور سروده می‌شود و یکی از مشترکات فرهنگی بین کشورهای همسایه و اکو می‌باشد.
خوی به شهر گل‌های آفتابگردان معروف است. این شهر قطب اول تولید دانه‌های آفتابگردان و کدوی کشور به‌شمار می‌رود و صاحب بزرگ‌ترین بازار بورس دانه‌های آفتابگردان کشور است. شهر فیرورق خوی قطب تولید آلبالوی کشور است. فرش آذربایجان غربی در بازارهای داخلی و خارجی محبوبیت زیادی دارد و از میان فرش‌های دستباف تولیدی آذربایجان غربی، فرش ریز ماهی خوی به ثبت ملی و جهانی رسیده است. بزرگ‌ترین خانه تئاتر شمال غرب کشور در خوی قرار دارد. بزرگ‌ترین پایانه مسافربری شمالغرب و غرب کشور در شهر خوی واقع شده است.

## نام‌شناسی
باوجود اینکه شهری در حدود ۳ هزار سال پیش در منطقه امروزی خوی وجود داشته و نام خوی نیز از ۱۴ قرن پیش تا امروز بر این منطقه اطلاق می‌شده است ولی معنی ریشه نام خوی و تاریخچه این لفظ به‌درستی مشخص و روشن نیست، و نظرهای گوناگونی دربارهٔ وجه تسمیهٔ خوی وجود دارد. شهرستان خوی بر دشت خوی و در منطقه‌ای نیمه‌کوهستانی ـ نیمه‌دشتی قرار گرفته و اطراف آن را کوه‌های بلند احاطه کرده است. چون دشت خوی در محلی پست واقع شده و ارتفاع آن از دشتهای مجاور و حتی دریاچه ارومیه پایین‌تر است، ترکان آذربایجان در اصطلاح محلی آن را خوی چوخوری می‌نامند که به معنای گودال خوی است. این احتمال که نام خوی از ریشهٔ زبان ارمنی به‌معنی «قوچ» گرفته باشد، صحیح نیست، چراکه در منابع ارمنی نام این منطقه «هیر» ضبط شده است. راجر سیوری، دلیل نام‌گذاری خوی را ریشهٔ کردی آن می‌داند که مرتبط با معادن نمک این شهرستان است، در حالی ساسان‌پور و مسرور، وجه دیگر این نام را جلگه و زمین پست می‌دانند که از نظر آن‌ها با موقعیت جغرافیایی این شهرستان سازگارتر است.

## موقعیت جغرافیایی
خوی دومین شهر مهم استان آذربایجان غربی پس از ارومیه است و شمال غربی‌ترین نقطهٔ ایران و آذربایجان که در مرز کشور ترکیه قرار دارد. منطقهٔ تجاری خوی به‌عنوان یکی از چهارراه‌های مبادلاتی میان شرق و غرب، از دیرباز در تاریخ اقتصادی آذربایجان حضوری چشمگیر داشته است. این شهر در گذشته مرکز اقتصادی بوده و به سبب قرار گرفتن بر سر جاده‌های معروف بازرگانی مانند جاده ابریشم، مکه یولی، راه طرابوزان به جلفا از قدیم دارای کاروانسراهای متعدد، جهت تخلیه کالا و استراحت بازرگانان و بازاری وسیع و گسترده جهت داد و ستد کالای مختلف بوده است. ظرفیت و موقعیت بین‌المللی خوی به دلیل استقرار در مسیر جاده ابریشم و برخورداری از مرز رازی و خط آهن متصل به اروپا، برای تبدیل به منطقه ویژه اقتصادی و گردشگری، مورد توجه است.
خوی یکی از مهم‌ترین پایگاه‌های نظامی برای دفاع از ایران در طول تاریخ بوده است. در نزدیکی این شهر نبرد سرنوشت‌ساز و حماسی چالدران در میان دو امپراتوری ایران و عثمانی رخ داد. در ایران باستان و به ویژه در دوران اشکانی و ساسانی، سرزمینی که امروز، خوی نامیده می‌شود از ارزش نظامی بسزایی برخوردار بود و در این سرزمین یکی از مهم‌ترین قلاع نظامی ایران یعنی قلعه زینتا قرار داشت، دژ زینتا به دلیل آنکه در غرب ایالت آتروپاتن (آذربایجان) و در نزدیکی ارمنستان بود، هنگامی که امپراتوری روم از طریق ارمنستان به ایران یورش می‌آوردند، اولین پادگان برای دفاع از ایران بود. در زمانی نیز که ایران درصدد اعمال حاکمیت بر ارمنستان بود، قلعه (زینتا) پایگاهی برای سپاهیان ایران جهت تدارک لشکرکشی به ارمنستان به‌شمار می‌رفت.
شهرستان خوی با وسعتی بالغ بر ۵۵۴۸ کیلومتر مربع در شمال غربی‌ترین نقطهٔ ایران و آذربایجان و در مرز کشور ترکیه واقع شده است. فاصله آن از تهران ۷۸۰ و از تبریز ۱۶۵ کیلومتر است. شهر خوی در ۱۳۵ کیلومتری ارومیه، مرکز استان آذربایجان غربی قرار دارد. جاده ترانزیتی ایران- اروپا از ۳۰ کیلومتری آن عبور می‌کند و با فاصله ۶۷ کیلومتری از مرز ترکیه واقع شده است. شهر خوی از شمال با ماکو و از شرق با مرند و منطقه آزاد ارس باران (جلفا) و از جنوب با سلماس و ارومیه، از مغرب با کشور ترکیه با استان وان به مرکزیت شهر وان همسایه است.

## فرهنگ و زبان
مردم شهرستان خوی به زبان ترکی آذربایجانی و زبان کردی کرمانجی تکلم می‌کنند. بیشتر مردم شهرستان خوی مسلمان هستند و دارای مذهب شیعه و اقلیتی هم سنی می‌باشند. اهل تسنن خوی شامل ترک‌های سنی و کردهای سنی مذهب می‌شود. ترک‌های سنی از طوایف کره‌سنی هستند و بیشتر در روستاهای جنوب‌غربی شهرستان خوی ساکنند و به زبان ترکی آذربایجانی صحبت می‌کنند. از روستاهای بزرگ کره‌سنی در خوی می‌توان یزدکان را نام‌برد که به زبان ترکی آذربایجانی تکلم می‌کنند. بخشی از ترک‌های سنی ساکن در جنوب شهرستان خوی امروزه کرد زبان شده‌اند. مردم کردتبار خوی با زبان کردی کرمانجی از زبان‌های کردی شمالی صحبت می‌کنند.

## تقسیمات کشوری
تقسیمات کشوری این شهرستان، بنابر آنچه در نتایج آمارگیری سرشماری سال ۱۳۹۰ کل کشور آمده است، بر حسب بخش، شهر، دهستان و روستا به شرح زیر است:

### بخش‌ها
بخش، واحدی از تقسیمات کشوری با محدوده جغرافیایی معین است که از به هم پیوستن چند دهستان همجوار مشتمل بر چندین مزرعه، مکان، روستا و احیاناً شهر، که از نظر عوامل طبیعی و اوضاع اجتماعی، فرهنگی، اقتصادی و سیاسی، واحد همگنی را به وجود آورده‌اند، تشکیل شده است. طبق تقسیمات کشوری در سال 1395 شهرستان خوبی دارای ۴ بخش به‌نام‌های بخش مرکزی، بخش صفائیه، بخش ایواوغلی و بخش قطور می‌باشد. بخش مرکزی خود دارای ۵ دهستان دیزج، قره سو، فیرورق، گوهران و رهال می‌باشد. بخش ایواوغلی شامل دهستان ولدیان و ایواوغلی، بخش صفائیه شامل دهستان سکمن‌آباد و الند، بخش قطور نیز شامل دهستان زرئ و قطور می‌باشد.
| جمعیت   | تعداد خانوار | مرکز بخش | نام بخش  |
| ------- | ------------ | -------- | -------- |
| ۲۸۸٬۲۶۹ | ۸۵٬۳۴۲       | خوی      | مرکزی    |
| ۱۹٬۵۴۳  | ۴٬۸۹۳        | زرآباد   | صفائیه   |
| ۱۶٬۲۵۹  | ۵٬۰۵۵        | ایواوغلی | ایواوغلی |
| ۲۴٬۵۹۱  | ۵٬۸۳۸        | قطور     | قطور     |

### شهرها
شهرستان خوی دارای ۶ نقطه شهری می‌باشد که سه شهر خوی، دیزج دیز و فیرورق در بخش مرکزی واقع شده‌اند. سه شهر ایواوغلی، قطور و زرآباد نیز به ترتیب در بخش‌های ایواوغلی، قطور و صفائیه قرار دارند.
| جمعیت  | تعداد خانوار | بخش      | نام شهر  |
| ------ | ------------ | -------- | -------- |
| ۱۹۸۸۴۵ | ۵۹۹۶۴        | مرکزی    | خوی      |
| ۹۱۹۰   | ۲۶۴۰         | مرکزی    | فیرورق   |
| ۸۲۸۲   | ۲۳۶۴         | مرکزی    | دیزج دیز |
| ۱۱۴۷   | ۳۲۴          | صفائیه   | زرآباد   |
| ۳۳۲۰   | ۹۹۹          | ایواوغلی | ایواوغلی |
| ۵۱۴۷   | ۱۱۹۳         | قطور     | قطور     |

## آثار تاریخی- باستانی و جاذبه‌های طبیعی
- برج شمس تبریزی: مدفن عارف ایرانی و مراد مولوی - دوره سلجوقی یا صفوی
- پل خاتون (خاتین کؤرپوسو) - دوره حکومت دنبلی‌ها
- دروازه سنگی (قالا قاپیسی) - دوره ایلخانی
- عمارت حکومتی - دوره قاجاریه
- بازار سرپوشیده: یکی از بازارهای تاریخی ایران محسوب می‌شود و سبک‌های معماری صفوی، دنبلی و قاجاری در آن دیده می‌شود.
- خانه کبیری‌ها - دوره صفوی یا دنبلی
- حمام محمدبیگ - دوره دنبلی
- دبیرستان خسروی - دوره پهلوی
- کنسولخانه روسیه، مساجد قدیمی مطلب‌خان، ملاحسن، شاه، حاجی بابا و خان - دوره قاجاری
- کلیساهای سورپ سرکیس و ماهلازان، امامزاده سید بهلول از نوادگان امام علی النقی، مقبره آقا میر یعقوب، پل هوایی بزرگ قطور در محور مواصلاتی راه‌آهن آسیا- اروپا
- قلعه کوراوغلو و چنلی بئل (کمره مه‌آلود) مشهورش در کوهی نزدیک پل قطور
- دژ بسطام در روستای بسطام در شهرستان چایپاره متعلق به دوره اورارتو[۵۰]

روستای تاریخی ولدیان
کلیسای روستای مهلذان
باغات آلبالو و آلوچه؛ زردآلو؛ گیلاس؛ سیب و … در فیرورق
گردنه گوردیک در جاده خوی به چالدران
غار عالی شیخ در شهر زراباد خوی
ییلاق‌های شمال غرب مانند حاجی بیگ و باللی بولاغ؛ جهنم دره سی
چشمه‌های اب درمانی کلوانس با تأثیر بر پوست و گوارش و سد تفریحی کلوانس
روستای زیارتی و ییلاقی ماموش خان
مسیر خوی به مرز رازی (وان ترکیه) قلعه کور اوغلی؛ اب گرم قطور؛ پل هوایی پل مواصلاتی آسیا به اروپا و رود قطور. کوه اورین که دارای امکاناتی همچون راه شوسه و پناه گاه می‌باشد. آبشار بدلان در روستای بدلان. مسیرهای ییلاقی و برف گیر با عشایر دامدار و بسیار مهمان نواز که طعم زندگی بدون ماشین آلات و دور از هیاهوی شهری را به خوبی به انسان الغا می‌کنند.
در این راه‌ها دیدن علایم باستانی به شکل سنگ تراشه یا سنگ نوشته توجه هر شخص را به خود جلب می‌کند و این گواهی است بر قدمت بسیار کهن این دیار خانه‌های بومی ساخت مطابق اقلیم منطقه که در مورد مطالعات برای اقلیم شناسان بسیار کاربرد دار
در شمال شهر کوه چله خانه وجود دارد از ییلاق‌های می‌توان به روستاهای ممده؛ جعفر اباد؛ اغرلو؛ طوره اشاره کرد.
قلعه دختر مربوط به دوره اورارتورها در روستای قیزقلعه در مجاورت کوه چله خانه در فاصله ۹ کیلیو متری از شهر
دشت لاله‌ها که هر ساله در اواخر فروردین و اوایل اردیبهشت توجه هر طبیعت گردی را با تنوع لاله‌ها از نظر رنگ و نوع به خود جلب می‌کند.
مسیر قدیم خوی به ماکو منطقه تفریحی گردشگری زیارتگاه ابوالفضل که با دارا بودن مغازه و اتاق‌های اسکان تجربه دلچسبی را به فرد می‌بخشد.
سد اغ چای و روستای بسیار تاریخی چورس نیز در راه قدیم خوی به ماکو نرسیده به چایپاره است.
منطقه حفاظت شده مارکان با گونه‌های حیوانات وحشی نادر مورد توجه علاقه‌مند به این امر می‌باشد از حیوانات آنجا می‌توان به بز کوهی و پلنگ؛ گربه وحشی؛ خرس؛ خروس وحشی و کبک‌های مختلف اشاره داشت.
در مجاورت مارکان دره شام وجود داردکه در خود آثار قدیمی متعلق به دوره‌های مختلف را مانند آتشکده کلیسا گورهای گبر و زاغه‌های ساخت بشر را دارا است که به عقیده برخی مورخین محل دفن زرتشت نبی می‌باشد.

## زیرساخت‌های فرهنگی
چند نشریه هفتگی «خوی، اورین خوی، ندای خوی، دار الصفا، فرهنگ شمس و چالدران، اقتصاد آذربایجان» منتشر می‌شوند.
دانشگاه آزاد اسلامی با حدود ۵۳۰۰ دانشجو، دانشگاه پیام نور با حدود ۲۵۰۰دانشجو، دانشکده پرستاری، دانشکده فنی و مهندسی، دانشکده علوم قرانی، حوزه علمیه نمازی، مرکز تربیت معلم و دانشگاه‌های غیردولتی علامه خویی، زرینه و شمس از مراکز علمی - آموزشی شهر به‌شمار می‌آیند و دانشگاه دولتی خوی نیز در دست ساخت می‌باشد.

## تولیدات کشاورزی
- شهرستان خوی از نظر تولید عسل رتبه نخست را در کشور به خود اختصاص داده است. در این شهرستان ۱۹۳ هزار کندو وجود دارد که در حدود ۶ هزار تن عسل، معادل ۶۵ درصد عسل تولیدی ۱۳۸۷ در استان آذربایجان غربی و ۲۰ درصد عسل تولیدی کشور را شامل می‌شود.[۵۱]
- بسیاری از مزارع شهرستان خوی مزرعه گل آفتابگردان است و این شهرستان یکی از مهم‌ترین تولیدکنندگان تخمهٔ گل آفتابگردان در سراسر کشور به‌شمار می‌آید. گفته می‌شود طرح فرودگاه این شهرستان از نمای بالا به شکل گل آفتابگردان طراحی شده است.

دیگر محصولات این شهر که شهرت جهانی دارند مانند: البالو؛ زرد الو؛ الوچه؛ گیلاس؛ سیب می‌توان اشاره کرد

## راه و ترابری
شهرستان خوی با وجود قرار گرفتن در مسیر جاده ابریشم تنها راه مرزی نزدیک به کشور ترکیه است. در تاریخ ۲۶ فروردین ۱۳۹۰ مرز رازی با حضور وزرای خارجهٔ ایران و ترکیه و مقامات محلی به‌طور رسمی گشایش یافت.

## فرودگاه خوی
فرودگاه خوی در مهر سال ۸۳ به بهره‌برداری رسیده است. دو پرواز هفتگی در مسیر هوایی تهران-خوی-تهران توسط شرکت هواپیمایی ایران ایر (هما) از این فرودگاه انجام می‌شود.

## پایانه مسافربری
پایانه مسافربری سردار شهید حاج محمد حنیفه درستی در دو طبقه به عنوان بزرگ‌ترین پایانه مسافربری شمال غرب و غرب کشور در سال ۱۳۸۷ به بهره‌برداری رسید. ظرفیت روزانه این ترمینال مسافربری برای جابجایی مسافر ۴٬۵۰۰ نفراست.

## منطقه ویژه اقتصادی خوی
منطقه ویژه اقتصادی شهرستان خوی در جنوب شهرستان خوی در جاده خوی به سلماس و ارومیه به مساحت یکهزار و چهل هکتار در زمین‌های روبروی شهرک صنعتی جاده فرودگاه این شهر تعیین شده با امکانات :فرودگاه خوی - نیروگاه سیکل ترکیبی خوی - شهرک صنعتی خوی و…، هم‌اکنون در حال انجام کارهای مقدماتی خود در هیئت دولت می‌باشد.
این منطقه در غرب شهرستان خوی واقع شده و بخشی از شهر خوی و جاده قطور و گذرگاه مرزی رازی را شامل می‌شود. خوی تنها شهریست که راه‌آهن ایران به کشور ترکیه و اروپا را دار است و مسافت زمینی آن با شهر وان در کشور ترکیه از طریق بازارچه رازی ۱۲۰ کیلومتراست؛ که با وجود ساخت دو پل امکانات مسافری مرز رازی هم به ترانزیت و کامیون هم مهیا شود با امکانات زیر بنائی پایانه بزرگ شهید درستی خوی فرودگاه خوی و ایستگاه راه‌آهن رازی خوی شاهد پیشرفت و روزافزون این مناطق ویژه و آزاد در شهرستان خوی خواهیم بود. هم‌اکنون در حال انجام کارهای مقدماتی خود در هیئت دولت می‌باشد.

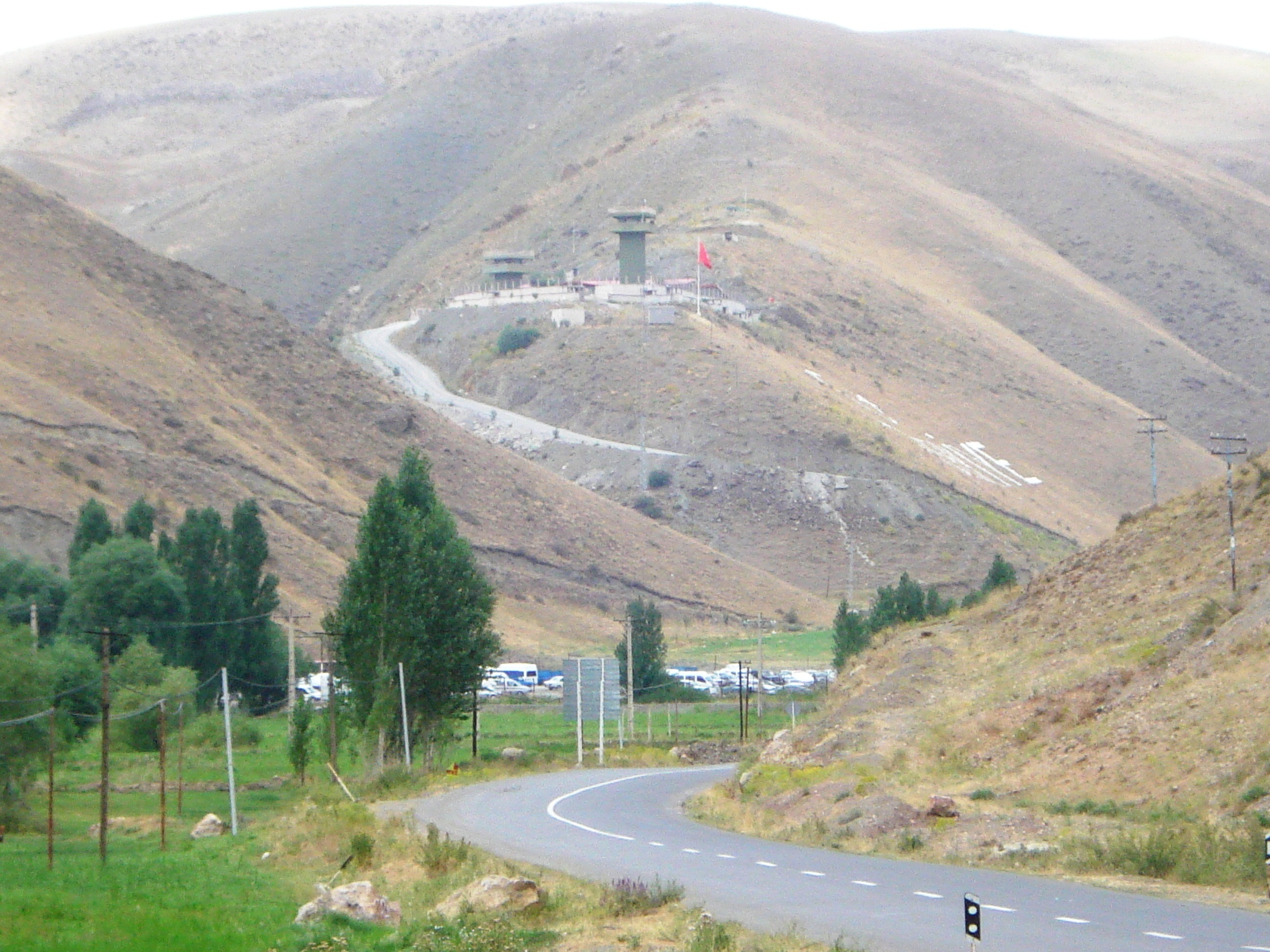
مسیر منطقه آزاد خوی
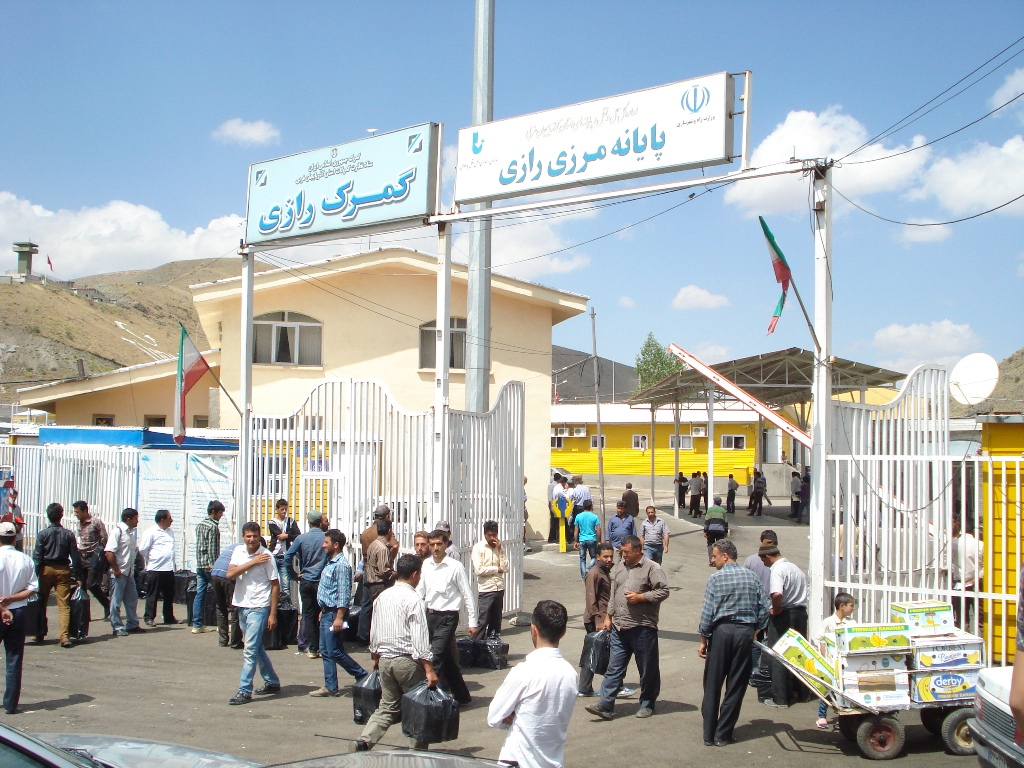
منطقه آزاد ۲

## نگارخانه

طبیعت خوی
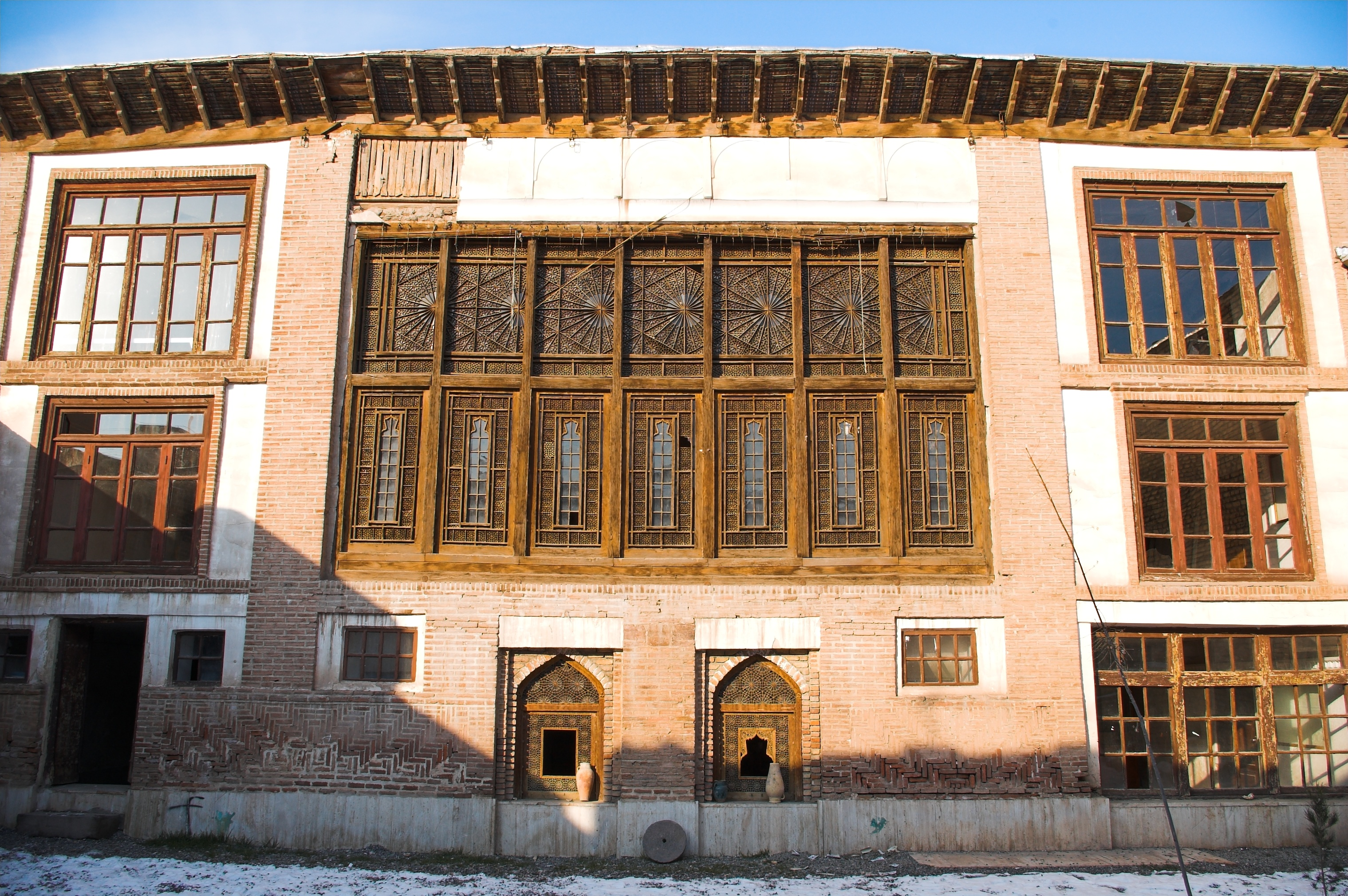
خانهٔ کبیری، دورهٔ قاجار
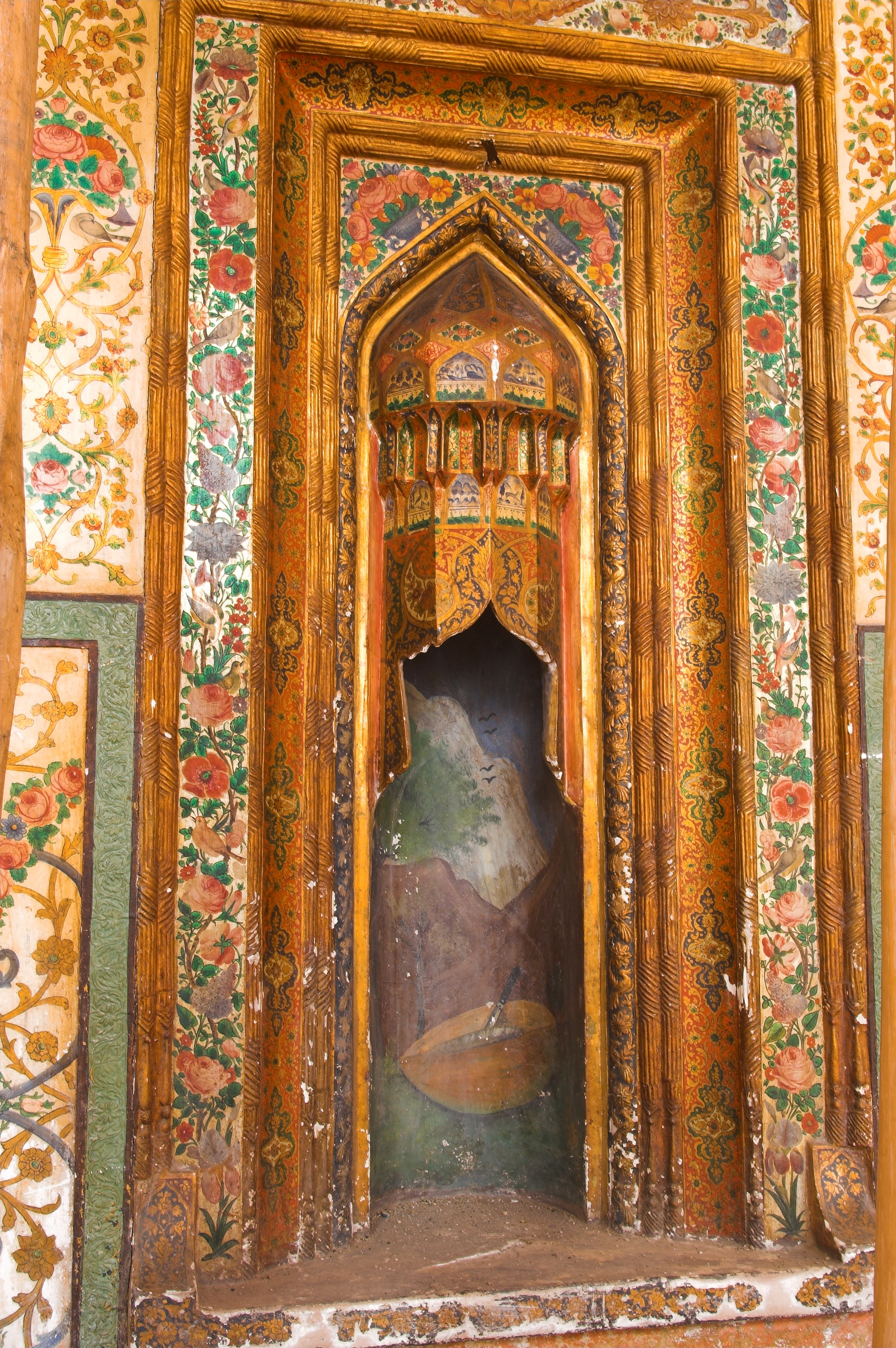
دیوار تزئینی درون خانهٔ کبیری
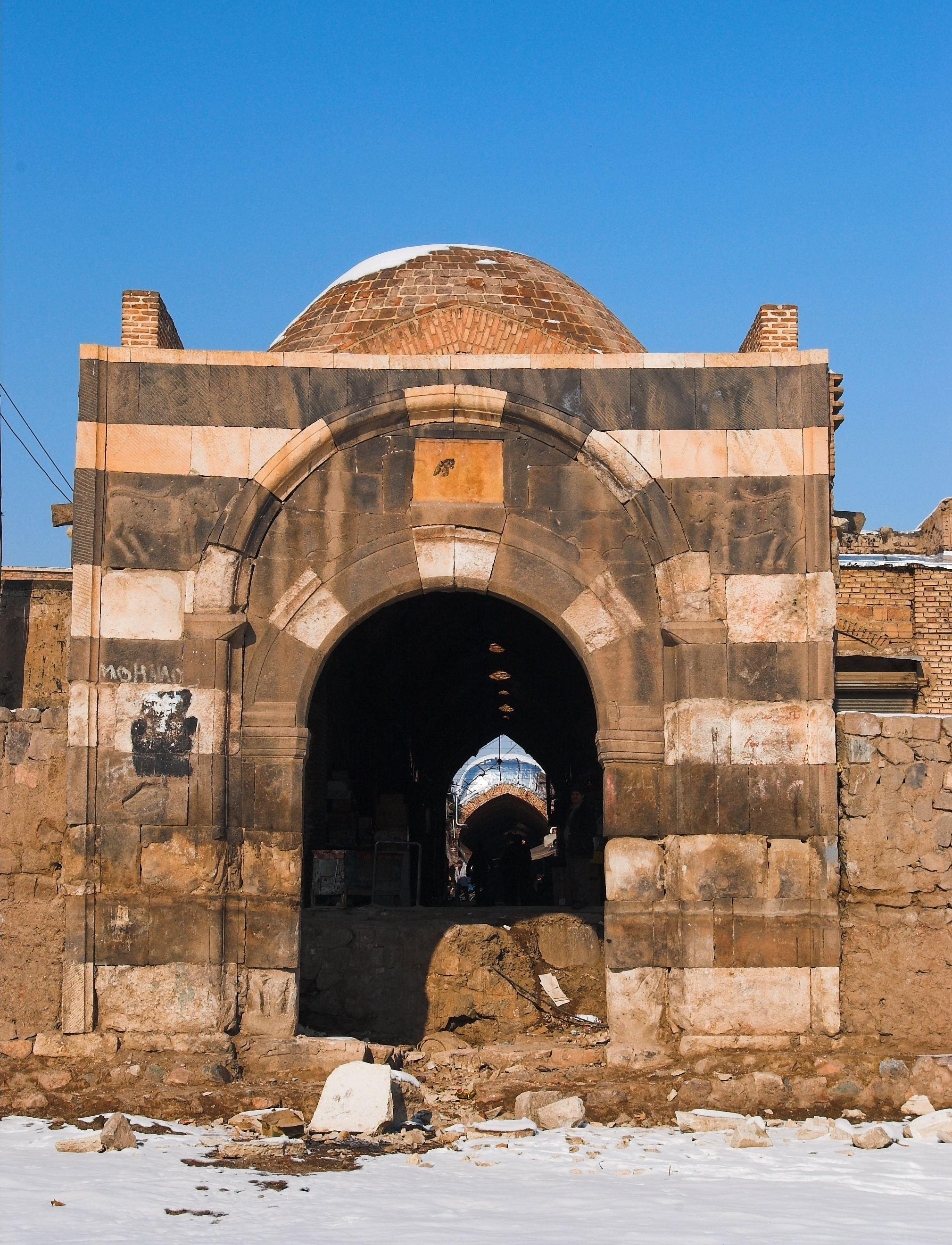
دروازهٔ سنگی
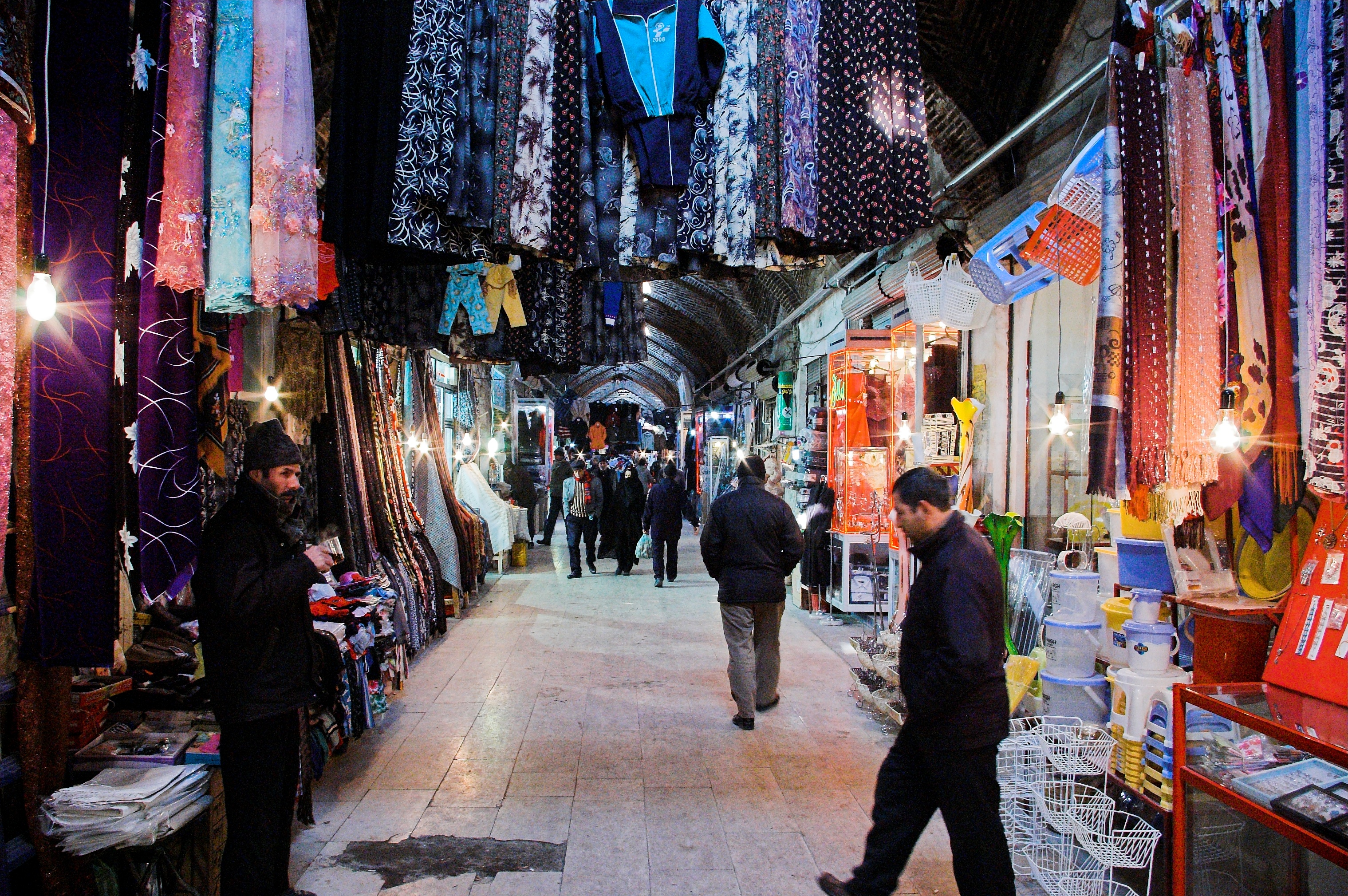
بازار خوی
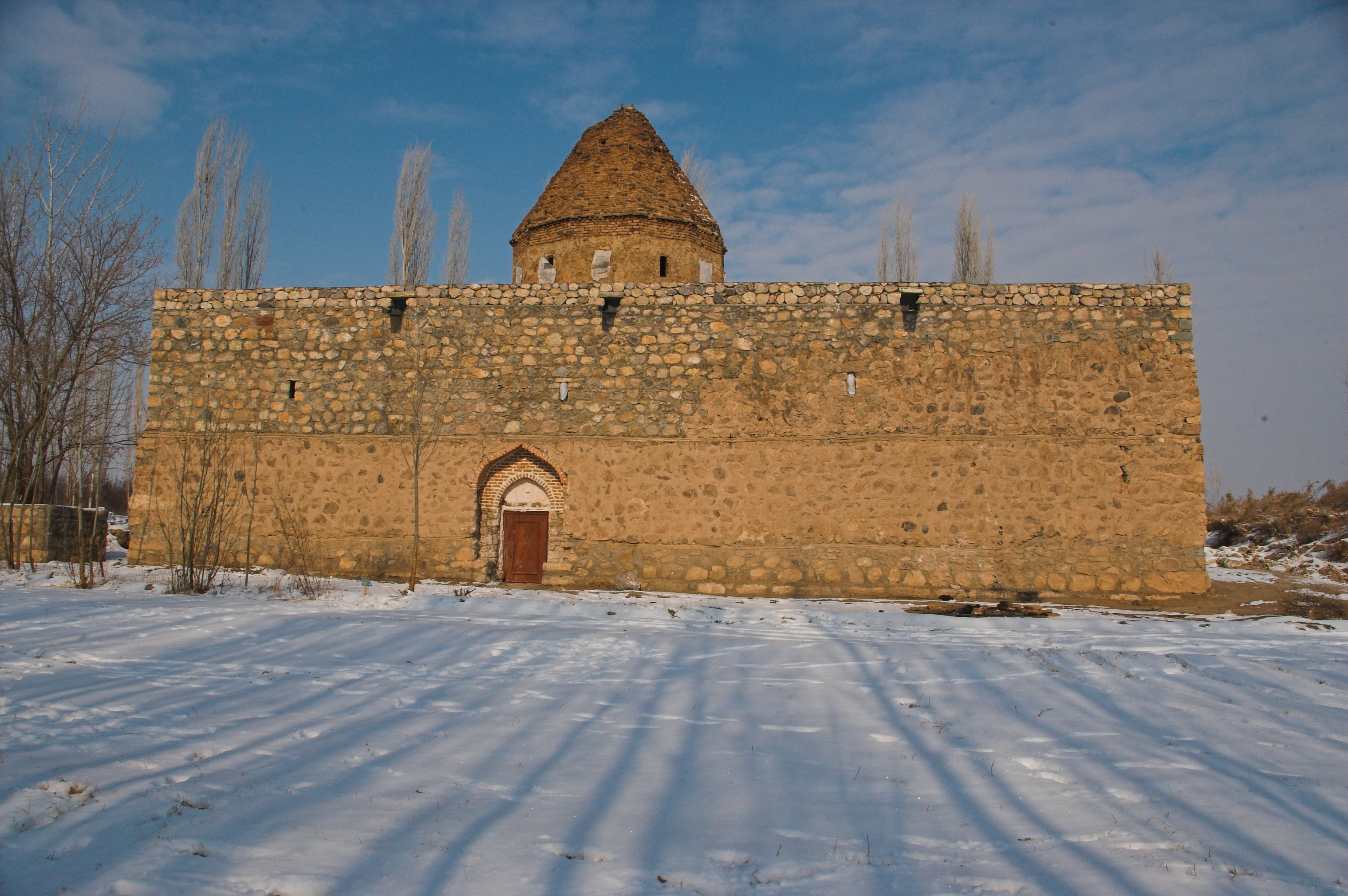
کلیسای مهلذان، پیرامون خوی
امام زاده سید بهلول خوی